# Сан-Сперате
Сан-Сперате (итал. San Sperate) — коммуна в Италии, располагается в регионе Сардиния, подчиняется административному центру Кальяри.
Население составляет 6821 человек, плотность населения составляет 260,84 чел./км². Занимает площадь 26,15 км². Почтовый индекс — 9026. Телефонный код — 070.
Покровителем населённого пункта считается святой Сперат, мученик . Праздник ежегодно празднуется 17 июля .

## История
До 1960 года это название носило фермерское поселение, которое не представляло никакого особого интереса. В 1968 году произошло событие, которое положило начало изменение облика города. В июне 1968 года, местная молодежь использовала кальцинированную известь, чтобы превратить грязный город в деревню, покрытую белыми стенами. Молодые люди и дети начали рисовать и рисовать на стенах, вместе со многими художниками со всего мира
В 1968 году, стены перестали быть элементом перегородки между общественными и частными пространствами, и превратился в объединяющее место, способствующего социальной и культурной коммуникации, это стало отличительной чертой нового сообщества, способного построить новую идентичность и открыться внешнему миру.
Художники со всего мира приезжают в это место и рисуют фрески на белых стенах.
В настоящее время Сан-Сперате является городом-музеем.